# Comté de Carroll (Géorgie)
Pour les articles homonymes, voir Comté de Carroll.
Le comté de Carroll est l'un des comtés de l'État de Géorgie. Le chef-lieu du comté se situe à Carrollton.

## Démographie
| 1830  | 1840  | 1850  | 1860   | 1870   | 1880   |
| ----- | ----- | ----- | ------ | ------ | ------ |
| 3 419 | 5 252 | 9 357 | 11 991 | 11 782 | 16 901 |

| 1890   | 1900   | 1910   | 1920   | 1930   | 1940   |
| ------ | ------ | ------ | ------ | ------ | ------ |
| 22 301 | 26 576 | 30 855 | 34 752 | 34 272 | 34 156 |

| 1950   | 1960   | 1970   | 1980   | 1990   | 2000   |
| ------ | ------ | ------ | ------ | ------ | ------ |
| 34 112 | 36 451 | 45 404 | 56 346 | 71 422 | 87 268 |

| 2010    | - | - | - | - | - |
| ------- | - | - | - | - | - |
| 110 527 | - | - | - | - | - |